# Kružna pila
Kružna pila, cirkularna pila ili cirkular ima list oblikovan kao kružnu ploču s obodno smještenim zubima. Zubi se gibaju kružno (rotacijski), a rez je pravocrtan. Može biti ručna ili stolna različitih konstrukcija, namijenjena za rezanje drva, plastike, kovine, kamena. Kružne pile mogu biti radijalne (cirkulari) ili aksijalne (krunske). Kod radijalnih kružnih pila, alat za piljenje metalnih predmeta ne koriste se izvinuća (razvraćenja) zubaca, nego se ploča stanjuje prema sredini. Česta izvedba kružnih pila je s umetnutim zubima od kvalitetnijeg čelika ili tvrdih metala, što se najčešće koristi kod skupih listova pile velikih promjera.
Kružne pile mogu biti namijenjene za rad u hladnom i toplom stanju. Glavno gibanje izvodi pila, preko mehaničkog prijenosnika kojeg pokreće elektromotor. Pomoćno gibanje izvodi također pila i ono je pravocrtno, najčešće putem hidrauličnog pogona. Predmet obrade je stegnut u napravu i miruje za vrijeme piljenja.

#### Krunske pile
Krunsku pilu također odlikuje vrtnja ili rotacijsko gibanje. Njezin je list savijen tako da tvori valjak s nazubljenim rubom, pa nalikuje kruni. Valjak rotira oko svoje osi, čime se dobiva kružan rez promjera valjka, pa se pila ponajprije koristi za provrtanje rupa. 

## Slike
|                     |                                              |                                                     |               |
| Stolna kružna pila. | Radijalna kružna pila s električnim pogonom. | Prijenosna kružna pila promjera oko 600 milimetara. | Krunska pila. |